# Torre de Sant Jordi (Sant Jaume d'Enveja)
La Torre de Sant Jordi és un edifici de Sant Jaume d'Enveja (Montsià) declarada Bé Cultural d'Interès Nacional.

## Descripció
Es desconeix la seva existència, ja que no se'n tenen notícies històriques, ni restes o indicis a nivell arqueològic.

## Història
Segons les últimes referències conegudes sobre aquesta torre, només en quedava el basament, de planta quadrada, que per la sorra acumulada al seu entorn formava com una duna. Aquesta torre, situada a prop del Port Fangós, hauria estat destinada a la protecció de les salines i potser del propi port.
Segons consta en el Catàleg de Béns a Protegir del Pla d'Ordenació Urbanística Municipal de Sant Jaume d'Enveja (fitxa A1), no s'han pogut localitzar les seves restes.